# Jonathan L. Alperin

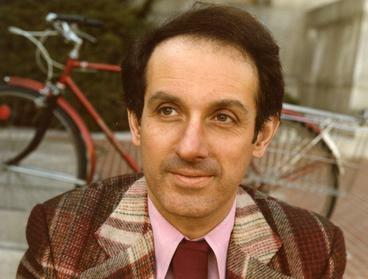
Jonathan L. Alperin (1981)

Jonathan Lazare Alperin, auch Jon Alperin, (* 2. Juni 1937 in Boston, Massachusetts) ist ein US-amerikanischer Mathematiker, der sich mit Gruppentheorie befasst.

## Leben
Alperin studierte an der Harvard University (Bachelor-Abschluss 1959) und der Princeton University, mit dem Master-Abschluss 1960 und der Promotion 1961 bei Graham Higman (On a Special Class of Regular p-Groups). Als Post-Doktorand war er 1961/62 an der University of Oxford und 1962/63 als Moore-Instructor am Massachusetts Institute of Technology. 1963 wurde er Assistant Professor, 1966 Associate Professor und 1970 Professor an der University of Chicago.
Er ist bekannt für den Satz von Alperin-Brauer-Gorenstein (mit Richard Brauer, Daniel Gorenstein), der die einfachen endlichen Gruppen mit quasidihedralen Sylow-2-Untergruppen klassifiziert. Er ist auch für die Gewichts-Vermutung von Alperin bekannt (Alperin Weight Conjecture).
Er war mehrfach am Institute for Advanced Study (1969, 1979, 1983) und Gastprofessor an der University of California, Berkeley (1981), in Oxford (All Souls College 1981), an der University of Georgia (Cantrell Lecturer 2002) und an der Universität Paris VII (1982). 1990 war er am MSRI. 1974/75 war er Guggenheim Fellow. 2012 wurde er Fellow der American Mathematical Society.

## Schriften
- Local Representation Theory, Cambridge University Press 1986
- mit Rowen B. Bell Groups and Representations, Graduate Texts in Mathematics, Springer Verlag 1995
- Sylow intersections and fusion, Journal of Algebra, Band 6, 1967, S. 222–241
- mit M. Broue Local methods in Block Theory, Annals of Mathematics, Band 110, 1979, S. 143–157
- mit L. Evens Representations, resolutions and Quillen´s dimension theorem, J. Pure Applied Algebra, Band 22, 1981, S. 1–9